# Лебанон (окръг, Пенсилвания)
Окръг Лебанон (на английски: Lebanon County в превод окръг Ливан) е окръг в щата Пенсилвания, Съединени американски щати. Площта му е 940 km², а населението - 139 754 души (2017). Административен център е град Лебанон.